# Лемма Зальцмана
Лемма Зальцмана — утверждение в теории нормальных семейств мероморфных функций, сформулированное и доказанное американским математиком Лоуренсом Зальцманом (нем. Lawrence Zalcman) в 1975 году. Часто используется как демонстрация принципа Блоха (англ. Bloch’s principle), согласно которому любое утверждение комплексного анализа, содержащее актуальную бесконечность, может быть сформулировано финитными средствами.

## Формулировка
Пусть {\displaystyle F} — семейство мероморфных в единичном круге {\displaystyle \Delta } функций, не являющееся нормальным в нуле. Тогда существует последовательность функций {\displaystyle \{f_{n}\}\subset F}, бесконечно малые числовые последовательности {\displaystyle \{z_{n}\},\{\rho _{n}\}\subset \mathbb {C} } и функция {\displaystyle f}, мероморфная в {\displaystyle \mathbb {C} }, такие, что имеет место сходимость {\displaystyle \{f_{n}(z_{n}+\rho _{n}z)\}\to f(z)} равномерно в {\displaystyle \mathbb {C} }.